# Вест Хејвен-Силван (Орегон)
Вест Хејвен-Силван (енгл. West Haven-Sylvan) насељено је место без административног статуса у америчкој савезној држави Орегон.

## Демографија
По попису из 2010. године број становника је 8.001, што је 854 (11,9%) становника више него 2000. године.
| Група             | 2000.         | 2010.         |
| Белци             | 6.291 (88,0%) | 6.798 (85,0%) |
| Афроамериканци    | 84 (1,2%)     | 82 (1,0%)     |
| Азијати           | 386 (5,4%)    | 506 (6,3%)    |
| Хиспаноамериканци | 203 (2,8%)    | 327 (4,1%)    |
| Укупно            | 7.147         | 8.001         |